# Łuhowe (obwód rówieński)
Łuhowe (ukr. Лугове, hist. pol. Biała) – wieś na Ukrainie, w obwodzie rówieńskim, w rejonie sarneńskim, w hromadzie Milacze. W 2001 liczyła 582 mieszkańców, spośród których 580 wskazało jako ojczysty język ukraiński, 1 rosyjski, a 1 białoruski.
W okresie międzywojennym wieś Biała znajdowała się w granicach II RP, wchodząc w skład gminy Wysock w powiecie stolińskim, w województwie poleskim.